# 1930年の政治
1930年の政治（1930ねんのせいじ）では、1930年（昭和5年）の政治分野に関する出来事について記述する。

## できごと

### 1月
- 1月11日 - 金輸出解禁実施。
- 1月21日
  - 衆議院解散。
  - ロンドン海軍軍縮会議開催。日本は首席全権大使に若槻禮次郎元首相、全権に財部彪海相、政府代表に斎藤博を派遣。
- 1月23日 - 独テューリンゲン州内務大臣兼教育大臣にナチス党員のヴィルヘルム・フリックが就任[1]。州レベルであるがナチス党発の閣僚ポスト獲得。

### 2月

第17回衆議院議員総選挙の結果。濱口雄幸内閣の与党立憲民政党は273議席を獲得し単独過半数を獲得し大勝した。少数与党政権だった濱口内閣の政権基盤を安定させるとともに、本格的な二大政党時代の到来を印象づけることとなった。

- 2月20日 - 第17回衆議院議員総選挙。

### 3月
- 3月16日 - ロンドン会議出席の若槻全権、幣原喜重郎外相に対して、日米交渉妥協案に関する極秘電報を打電。外務省は日米妥協案で妥協、調印の方針を採択。加藤寛治海軍軍令部長、末次信正次長など艦隊派は妥結に反対。
- 3月17日 - 末次軍令部次長、新聞に日米妥協案に反対する見解を発表。
- 3月22日 - 海軍首脳部、独自に「海軍回訓案」を作成。
- 3月25日 - 山梨勝之進海軍次官が幣原外相を訪問、「海軍回訓案」を渡す。
- 3月26日 - 昭和天皇、帝都復興祭式典に親臨。勅語を賜る。
- 3月27日
  - 岡田啓介軍事参議官と加藤寛治軍令部長が首相官邸を訪問。濱口首相に日米案反対、海軍回訓案採用を申し入れ。濱口首相がロンドン会議妥結を主張したのに対して、加藤軍令部長が兵力量決定は統帥権事項であると主張（統帥権干犯事件につながる）。
  - 濱口首相、単独で宮中に参内し、天皇に対して交渉の妥協に上奏。
  - ドイツ、ヘルマン・ミュラー内閣総辞職。
- 3月28日 - パウル・フォン・ヒンデンブルク独大統領、ハインリヒ・ブリューニングを首相に指名。
- 3月30日 - ブリューニング内閣成立。
- 3月 - 加藤軍令部長、帷幄上奏を企図するも、牧野伸顕内大臣、鈴木貫太郎侍従長が閣議決定前による政府案未決を理由に加藤軍令部長を説得。

### 4月
- 4月1日
  - 若槻請訓（日米妥協案による妥結調印）を閣議了承。
  - 濱口首相、天皇に上奏。
  - 加藤軍令部長、鈴木侍従長に帷幄上奏を申し入れ。鈴木侍従長は天皇の日程を理由に拒否。
- 4月2日 - 加藤軍令部長、閣議決定後に帷幄上奏。海軍が若槻請訓に反対の立場を訴える。
- 4月21日 - 第58回特別議会召集。
- 4月22日 - ロンドン海軍軍縮条約調印。
- 4月23日 - 第58回特別議会開院式。
- 4月25日 - ロンドン条約調印を巡り衆議院で犬養毅政友会総裁が統帥権干犯と攻撃。統帥権干犯問題が議論に。

### 5月
- 5月6日 - 日中関税協定署名。

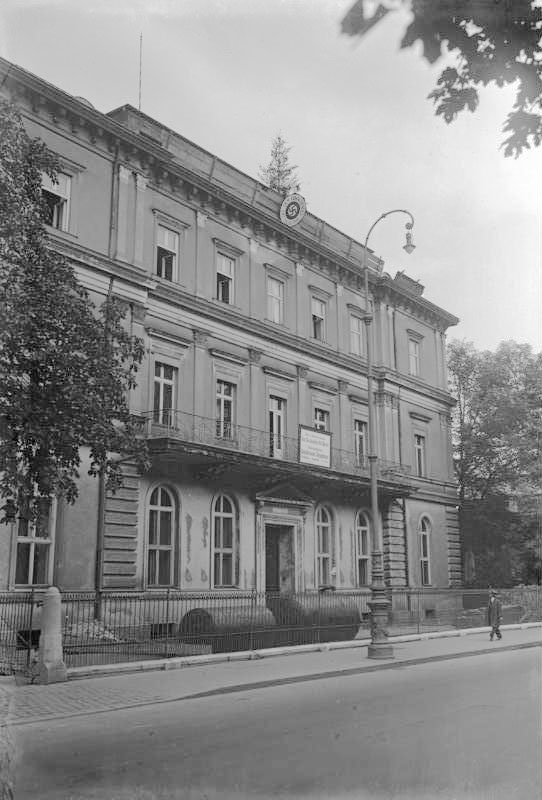
ナチス党本部「褐色館」

- 5月10日 - 衆議院で婦人に公民権を認める市制・町村制等改正案可決（貴族院で審議未了、廃案に）。
- 5月17日 - 輸出補償法公布。
- 5月20日 - 共産党シンパ事件で三木清、山田盛太郎、中野重治らの学者、作家が検挙される。
- 5月26日 - ナチス党、ミュンヘンのバーロウ邸を買収し、「褐色館」と命名し党本部とする。
- 5月30日 - 満州と朝鮮半島にまたがる間島で間島共産党暴動が勃発。

### 6月
- 6月3日 - 政府、国産品愛用運動開始を通達。
- 6月10日 - 加藤寛治軍令部長、ロンドン条約に関し帷幄上奏し、辞表を提出（後任に谷口尚真）。
- 6月16日 - 宇垣一成陸軍大臣病気療養のため、阿部信行次官が陸軍大臣臨時代理。

### 7月
- 7月 - ロンドン海軍軍縮条約、枢密院で諮詢段階に入る。
  - 同条約反対派の伊東巳代治、平沼騏一郎両枢密顧問官、ロンドン条約審査委員会委員設置に当たり条約反対派のみの構成を工作。委員決定までに19日間を要する。
- 7月16日 - 独ブリューニング内閣提出の財政改革法案が否決。
  - ブリューニング首相、ヒンデンブルク大統領の大統領緊急令による財政改革法強制的成立公布。
- 7月18日
  - ドイツ社会民主党、緊急令廃止動議を提出。
  - ドイツ国会緊急令廃止動議可決。
  - ブリューニング首相、大統領国会解散命令によって国会を解散[2]。
- 7月20日 - 日本大衆党、全国民衆党、無産政党戦線統一全国協議会の3派が合同し、全国大衆党が結成。

### 8月
- 8月18日 - 枢密院でロンドン海軍軍縮条約に関する第1回審査委員会開催。
- 8月25日 - 全国町村会が農村復興を政府に陳情。

### 9月
- 9月12日 - 枢密院でロンドン海軍軍縮条約に関する第12回審査委員会開催。伊東巳代治委員長、濱口首相の枢密顧問官更迭の強硬姿勢に屈し、条約賛成に転じる。
- 9月14日 - ドイツ国会選挙。ナチ党が選挙前の12議席から107議席に大躍進し、第2党となる。

### 10月
- 10月1日
  - 第3回国勢調査実施。人口内地6445万5人、外地2594万6038人。
  - 天皇臨席の枢密院本会議でロンドン条約審査報告。
- 10月2日 - ロンドン海軍軍縮条約批准。
- 10月3日 - 財部海相辞任。後任に安保清種。
- 10月27日 - 台湾で現地民の反日暴動鎮圧のために日本軍、警察が出動する（霧社事件）。

### 11月
- 11月1日 - エルンスト・レーム、ヒトラーの要請を受けてドイツに帰国し、ナチス党に再入党[3]。
- 11月14日 - 濱口首相、東京駅で佐郷屋留雄に狙撃され重傷を負う。
- 11月15日 - 臨時閣議で幣原喜重郎外務大臣を内閣総理大臣臨時代理に決定。

### 12月
- 12月24日 - 第59回帝国議会召集。
- 12月26日 - 第59回帝国議会開院式。